# Бали Юнайтед
«Бали Юнайтед» (англ. Bali United Football Club; индон. klub sepak bola Bali United) — индонезийский футбольный клуб из округа Гианьяр провинции Бали, выступает в высшем дивизионе чемпионата Индонезии. Клуб был создан 15 февраля 2015 года и на данный момент является двукратным чемпионом Индонезии.

## История
Клуб был образован в 15 февраля 2015 года года и появился путем полного ребрендинга клуба Путра Самаринда, более известного, как Пусам, после того, как его новый владелец перевёз его из Самаринты в Гианьяр. После ребрендинга команда сохранила за собой право выступать в высшей лиге Индонезии и спустя четыре года выиграла свой первый чемпионат. В 2021 году клуб повторил успех и стал двукратным чемпионом страны. Бали Юнайтед стал первым профессиональным клубом Индонезии и вторым в Азии, после Гуанчжоу, акции которого 17 июня 2019 года стали торговаться на Индонезийской фондовой бирже. После первичного публичного размещения акций, компания PT Bali Bintang Sejahtera Tbk выпустила целых 2 миллиарда акций. Акции должны были поступить в продажу по цене от 120 до 180 рупий за штуку, и к началу IPO 10 июня они фактически достигли 175 рупий за штуку.

## Создание
После окончания сезона индонезийской суперлиги 2014 года владелец "Путра Самаринда" Харбиансия Ханафия решил продать клуб бизнесмену Питеру Танури, который перевёз клуб с Борнео в Гианьяр, заметив, что после распада индонезийской премьер-лиги (IPL) в 2013 году у богатого острова Бали не осталось представителей в высшем дивизионе индонезийского футбол. Клуб Бали Девата исчез после того, как лига IPL прекратила свое существование. Танури, который является совладельцем производителя шин Multistrada Arah Sarana, выбрал Гианьяр, потому что на острове Бали Девата есть стадион среднего размера под названием  Каптен Ай Вайан Дипта, а сам он расположен в центре острова, а не на побережье, куда стекается большинство иностранных туристов. Новый владелец хотел, чтобы клуб привлекал местных балийских болельщиков со всех уголков острова и стал гордостью Бали. Чтобы добиться этого, Танури также полностью изменил бренд клуба, придав ему форму, отражающую балийскую идентичность, и переименовал его в футбольный клуб "Бали Юнайтед Пусам" с цветами и эмблемой, которые отдают дань уважения уникальной культуре Бали.

## Достижения
- Победитель  индонезийской Лиги 1 (2): 2019, 2021
- Финалист Кубка Индонезии (1): 2017